# Nancun, Guangdong
Nancun (kinesiska: 南村) är en köping i sydöstra Kina. Den ligger i stadsdistriktet Panyu i provinshuvudstaden Guangzhou i provinsen Guangdong,  omkring 18 kilometer sydost om centrala Guangzhou. Antalet invånare är 129 076. Befolkningen består av 62 785 kvinnor och 66 291 män. Barn under 15 år utgör 11,0 %, vuxna 15-64 år 83 %, och äldre över 65 år 5,0 %.